# Tuorepeuravaara
Tuorepeuravaara är en kulle i Finland.   Den ligger i den ekonomiska regionen Norra Lappland och landskapet Lappland, i den norra delen av landet, 900 km norr om huvudstaden Helsingfors. Toppen på Tuorepeuravaara är 332 meter över havet.
Terrängen runt Tuorepeuravaara är huvudsakligen platt.  Trakten runt Tuorepeuravaara är nära nog obefolkad, med mindre än två invånare per kvadratkilometer. Det finns inga samhällen i närheten. 